# Iglesia Cornerstone (Toledo)
La Iglesia Cornerstone (en inglés: Cornerstone Church) es una mega iglesia evangélica no confesional que cuenta con varias sedes, ubicada en la ciudad de Toledo (Ohio), Estados Unidos. La iglesia fue fundada y aún es pastoreada por Michael Pitts y su esposa Kathi. Michael Pitts fue ungido como el obispo de la congregación en el 2009. La iglesia realiza transmisiones en vivo de sus servicios a través de Internet a más de 10,000 personas, y cuenta con un sitio de dedicado a transmitir contenido de la Red Global Cornerstone las veinticuatro horas del día.

## Historia

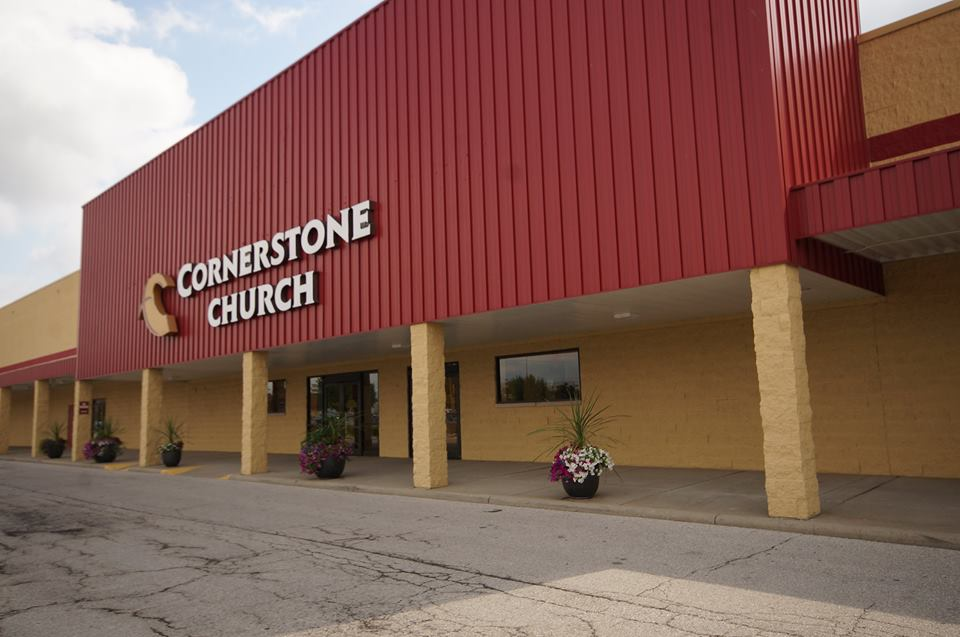
Sede de la Iglesia

La iglesia comenzó en junio del año 1986 cuando Michael y Kathi Pitts dejaron la ciudad de Lima, Ohio para abrir una iglesia en Toledo. El primer servicio, dentro de un edificio comercial, atrajo a 35 personas. En el transcurso de ocho años, la iglesia cambió de ubicación cuatro veces, hasta llegar finalmente al lugar en el que se encuentra actualmente en Maumee Ohio, con un promedio de 4000 miembros hasta el año 2005.
En 1993 la iglesia comenzó a realizar servicios adicionales en el histórico Teatro Eastwood, al este de Toledo. En 2004 el edificio fue vendido a una compañía local y en el año 2014 fue adquirido nuevamente para plantar ahí la segunda sede de la iglesia. Actualmente el edificio se utiliza para celebrar servicios los domingos y se proyectan películas familiares durante el resto de la semana. En el 2015 la iglesia anunció de nuevo su expansión al inaugurar su tercera sede en Wayne, Míchigan. Poco después, en el año 2016 y después de mucho interés por parte de los medios de comunicación, el periódico The Blade (Toledo, Ohio) publicó que Cornerstone había adquirido The Event Center (Centro de Eventos), un edificio histórico ubicado en Centro de Toledo para ser su cuarta sede. La iglesia renombró al edificio The Summit (La Cumbre), y después de hacerle renovaciones para habilitar un auditorio para 400 personas en la planta baja, planea inaugurarse durante la Pascua del 2017. 
Anteriormente, la iglesia Cornerstone también fue propietaria de dos estaciones de radio. Hasta el año 2013, la Red Global Cornerstone contaba con 115 iglesias alrededor del mundo.

## Campus
Cornerstone es una iglesia con varias sedes y cuenta con reuniones en diferentes horarios y ubicaciones durante la semana.
- Cornerstone Campus Maumee. (Sede principal y ubicación de transmisiones), cuenta con servicios los jueves por la tarde y domingos por la mañana.
- Cornerstone Campus Wayne. Localizada en Wayne, Míchigan, cuenta con servicios los miércoles por la tarde y domingos por la mañana.
- Cornerstone Campus Eastwood. Localizada en el Teatro Eastwood, en la zona este de Toledo, cuenta con servicios los domingos por la mañana.
- Cornerstone Campus Lima. Localizada en Lima, Ohio y conocida anteriormente como Cornerstone Harvest Church, cuenta con servicios los miércoles por la tarde y domingos por la mañana.
- Cornerstone Campus Centro. Por inaugurarse en el 2017.
- Cornerstone Live. Transmisión en vivo de todos los servicios de la sede Maumee y experiencias semanales en línea.

Miles de personas de diferentes orígenes, representando a "Todas las razas, todas las clases y todas las edades", se reúnen para asistir a los servicios, de estilo pentecostal. El estilo fluye libremente, pasando de la alabanza y la adoración a la predicación sin un programa o estructura definidos, donde uno de los objetivos es que la gente intelectual sienta y la gente emotiva piense, y que ambos tipos de persona hagan algo. 
El ministerio de niños de Cornerstone Maumee, ubicado en un ala del edificio de más de 2 mil metros cuadrados, tiene varios salones temáticos - incluyendo una selva tropical y una cafetería de la década de 1950 - diseñado por ex empleados de Disney. Además hay una Zona NRG, donde los niños pueden "quemar energía" jugando videojuegos y deportes de interior. 
El campus en Maumee cuenta también con un santuario principal de 2,300 asientos y un centro de artes escénicas de vanguardia con valor de $1.8 millones de dólares, el cual abrió sus puertas en 2003. Con capacidad para 400 personas, el teatro ofrece conciertos de música cristiana, danza, recitales, conferencias y más.
En el año 2014, el Obispo Michael Pitts anunció un nuevo rumbo para la Iglesia, además de dirigir la Red Global Cornerstone. Este movimiento llevó al lanzamiento de Cornerstone en las instalaciones del Teatro Eastwood, un cine histórico en la zona este de Toledo. La Iglesia había sido propietaria del teatro diez años antes. Posteriormente, en 2015 la Iglesia se reestructuró para anunciar la tercera sede en la red, ubicada en Wayne, Míchigan. En mayo de 2016, Cornerstone anunció su deseo por lanzar una sede adicional en el área del Centro de Toledo. Esta medida estaba en línea con la orientación del Comité del Siglo XXII, un comité consultivo para la ciudad y los ciudadanos de Toledo, acerca de la posibilidad de una revitalización para el centro de la ciudad, el cual había sufrido una decadencia crónica desde fines de los años noventa. La Iglesia planea comenzar los servicios en el recién nombrado Edificio Summit durante el verano de 2017. El edificio proporcionará unidades residenciales en la tercera y cuarta plantas, así como espacio para oficinas en el segundo piso; la iglesia estará ubicada en la planta baja. 

## Conferencias
La Iglesia organiza una conferencia anual durante el mes de octubre lalamada "El Cielo en la Tierra", la cual ha recibido oradores como T.D. Jakes, Paula White, Steven Furtick, Tudor Bismark, Sheryl Brady, Ché Ahn, y Samuel Rodríguez. Se organiza también una conferencia anual para mujeres llamada Inspired, la cual ha contado con oradoras y cantantes como Nancy Alcorn de Mercy Ministries, la Profetisa Jane Hamon y Lisa Bevere. En el año 2015, para concluir la conferencia “El Cielo en la Tierra: Ciudades Pueden ser Ganadas", la diez veces ganadora de premios Grammy Cece Winans dirigió una noche de alabanza en la Iglesia.
La Iglesia realiza también un campamento de habilidades (SKILLS camp) para niños. 
El tres veces ganador de Grammy Israel Houghton realizó un concierto gratuito en 2010, después de grabar su álbum "New Season" en la Iglesia en 2001. En 2013 el Evangelista Benny Hinn celebró un servicio de milagros en la Iglesia. Para concluir la Conferencia Quantum de 2014, Cornerstone organizó una noche de alabanza con la banda Jesús Culture. El evangelista Morris Cerullo predicó en la Iglesia en 2014. En 2002, el exjugador estrella de la NFL Deion Sanders predicó un jueves por la noche en la Iglesia acerca de lo descontento que estaba con la vida antes de convertirse al cristianismo. El coro de Cornerstone ha realizado presentaciones fuera de las instalaciones de la iglesia, al haber sido invitado a participar en el Octavo Festival Anual Afroamericano en el año 2012.

## Filantropía
El ministerio de alcance de la Iglesia Cornerstone, Heal The World (Sana La Tierra), trabaja de manera local y global con varios socios en proyectos que van desde cubrir los costos para cenas de Acción de Gracias, recolectar de Biblias para soldados estadounidenses, y trabajar en alianza con Mercy Ministries, hasta recibir al Coro Africano de Niños y apoyar a la Dra. Patricia Bailey-Jones, del ministerio Master’s Touch Ministry Global. Durante los últimos 20 años, Cornerstone ha realizado eventos anuales conocidos como WOWJAM, un ministerio iniciado por Stephen y Linda Tavani con el objetivo de alcanzar a las comunidades más pobres de la ciudad utilizando música, juegos, bailes y premios. 
En 2015, la Iglesia lanzó un nuevo programa de alcance durante el verano, llamado The Volunteer Outreach Week (Semana de Alcance Voluntario), conocido también como VOW. El objetivo del evento es asociarse con organizaciones sin fines de lucro de la localidad y apoyar el trabajo que estén realizando. En el primer año de VOW se movilizaron más de 350 voluntarios en 25 organizaciones diferentes. 
En el verano de 2015, la sede del Teatro Eastwood comenzó una alianza con el programa Feed The Children (Alimenta a los Niños) del Condado de Lucas. Esta alianza fue parte de un programa conocido como Summer Meal Partners of North West Ohio (Socios de Alimentos de Verano del Noroeste de Ohio), el cual tenía como meta asegurarse de que ningún niño pasara hambre durante los meses de verano lejos de la escuela, puesto que durante el ciclo escolar las Escuelas Públicas de Toledo cuentan con programas que ofrecen alimentos gratuitos a los estudiantes. Las comidas gratuitas se complementaron con actividades recreativas durante las tardes como una alternativa para evitar que los niños caminaran por la zona sin supervisión. 
Como resultado de una reunión con el Alcalde de Toledo Paula Hicks-Hudson a inicios del 2016, Pitts supo que muchas albercas de la ciudad habían estado cerradas los tres veranos anteriores debido a la falta de fondos para su mantenimiento. Esta conversación coincidió con la publicación del presupuesto anual 2016 para la ciudad, y la confirmación de que seis piscinas permanecerían cerradas si no contaban con apoyo y patrocinio de terceros. Como resultado de ello, en la primavera de ese año Pitts se comprometió a donar $52,000 para abrir la Piscina Navarre, ubicada en la zona este de Toledo, de parte de la Iglesia Cornerstone. Dicha alberca se encuentra a unas cuantas calles del campus Eastwood de Cornerstone, en el este de la ciudad de Toledo. Además de abrir la piscina, Cornerstone proporcionó fondos para abrir el Chapoteadero del parque Savage Park en el centro de la ciudad. Tanto la piscina como el chapoteadero fueron reabiertos con la intención de llevar a cabo programas y actividades de verano, así como agregar lugares para la alianza del Programa de Alimentos de Verano. 